# Marjorie Hache
 (juillet 2025).
Motif : Où sont les sources secondaires, centrées et indépendantes qui montrent que les critères d'admissibilité sont atteints ? L'historique du brouillon indique que les références ont été ajoutées après la rédaction de l'article.
- Archive Wikiwix
- Bing
- Cairn
- DuckDuckGo
- E. Universalis
- Gallica
- Google
- G. Books
- G. News
- G. Scholar
- Persée
- Qwant
- (zh) Baidu
- (ru) Yandex

| 1. | Préciser le motif de la pose du bandeau. | Précisez le motif de la pose du bandeau en utilisant la syntaxe suivante : {{admissibilité à vérifier\|date=juillet 2025\|motif=remplacez ce texte par le motif}}                   |
| 2. | Informer les utilisateurs concernés.     | Pensez à avertir le créateur de l'article, par exemple, en insérant le code ci-dessous sur sa page de discussion : {{subst:avertissement admissibilité à vérifier\|Marjorie Hache}} |

Marjorie Hache est une journaliste et animatrice franco-britannique. Active en France depuis la fin des années 2000, elle est spécialisée dans la musique et la culture pop. Elle a collaboré avec de nombreux médias, notamment France 24, RFI, BBC Radio 5 Live, France Info, OÜI FM et RTL2.

## Biographie et formation
Marjorie Hache est née à Édimbourg, en Écosse. Elle effectue sa scolarité au lycée international Honoré-de-Balzac à Paris. Elle poursuit ensuite des études d'histoire et de science politique à l'Université de Glasgow, puis obtient un diplôme de journalisme dans le cadre du programme Scottish Course of Journalism Studies (SCJS) proposé par l'Université de Strathclyde et l'Université calédonienne de Glasgow.
Au cours de ses études, elle effectue des stages dans plusieurs médias musicaux, notamment au sein de la rédaction du NME, de Radio X (anciennement XFM) et de Radio Nova. Elle s'engage auprès de la radio de l'Université de Glasgow, Subcity Radio.

## Carrière

### Débuts (2008–2013)
En 2008[réf. nécessaire], Marjorie Hache commence sa carrière[réf. nécessaire] à France 24 comme assistante rédaction en chef[réf. nécessaire]. En juin 2009, elle rejoint RFI,,,,,,,,,,, (service anglophone) comme journaliste reporter et présentatrice, jusqu’en 2013.
Durant trois étés consécutifs (2011, 2012 et 2013), elle propose sur France Info la chronique estivale Tour du monde en France, dédiée aux cultures du monde vues depuis le territoire français.[réf. nécessaire]
Parallèlement, elle est correspondante musicale en France pour l’émission Up All Night sur BBC Radio 5 Live entre 2011 et 2015.[réf. nécessaire]

### OÜI FM et La Radio de la Mer (2012–2017)
En octobre 2012, elle rejoint OÜI FM, où elle anime l’émission UK Beats, centrée sur l’actualité musicale britannique. À partir d’octobre 2013, elle anime également la tranche 9h–13h sur La Radio de la Mer, un programme diffusé sur les fréquences de OÜI FM. Elle quitte les deux antennes en juillet 2017.

### Retour à RFI et projets culturels (2017–2021)
En 2017, elle retourne brièvement à RFI avant d’intégrer en février 2019 l’équipe culture anglophone de France 24 en tant que journaliste musique, où elle présente l’émission Arts24 (anciennement Encore!), dédiée à l’actualité culturelle internationale. En 2021, elle anime ponctuellement À l'affiche 100 % musique sur la version francophone de la chaîne.
Entre janvier et juin 2019, elle écrit et réalise le podcast Britain Rocks! pour Les Inrockuptibles, une balade sonore dédiée à la scène musicale de différentes villes britanniques.
En 2021 et 2022, elle produit en anglais le podcast officiel The Roland-Garros Set pour Mastercard à l’occasion du tournoi de Roland-Garros. En 2022, elle incarne Ici c’est Brooklyn!, un podcast en français dédié à l’histoire culturelle du quartier new-yorkais.

### RTL2 et projets récents (depuis 2022)
Elle rejoint RTL2 à la rentrée 2022, succédant à Francis Zégut à la présentation de Pop-Rock Station, diffusée du lundi au jeudi, tandis que Zégut en conserve la version dominicale. Elle intervient également dans l’émission Le Drive RTL2 présentée par Éric Jean-Jean, en tant que chroniqueuse musicale.
Elle anime également le podcast Station to Station, consacré à l’histoire et aux influences de groupes musicaux majeurs, dans lequel elle reçoit régulièrement des artistes indépendants pour des interviews et sessions live.
Elle collabore aussi avec ARTE Concert notamment dans le cadre d’événements musicaux comme le Hellfest ou l’émission Ground Control présentée par Chassol.

## Distinction
En 2020, elle est sélectionnée pour intégrer le programme des Young Leaders organisé par le Conseil franco-britannique.